# Pterotarsus
Pterotarsus is een geslacht van kevers uit de familie  
kniptorren (Elateridae).
Het geslacht is voor het eerst wetenschappelijk beschreven in 1831 door Guérin-Méneville.

## Soorten
Het geslacht omvat de volgende soorten:
- Pterotarsus histrio Guérin-Méneville, 1831
- Pterotarsus militaris Lucas
- Pterotarsus tripunctatus (Guerin-Meneville)